# Торговые купола Бухары
Торговые купола Бухары — средневековые архитектурные памятники Бухары (Узбекистан); сохранившиеся четыре из шести наиболее крупных торговых сооружений XVI века, построенных представителями узбекской династии Шейбанидов в Бухаре.
Ни один город в Средней Азии и в странах Востока не имеет подобного рода монументальных архитектурных сооружений.

## Название
Характерной чертой планировки среднеазиатских городов было размещение торговых центров на перекрёстках главнейших улиц и оформление их воздвигнутым на этом месте купольным зданием-пассажем, через который проходили улицы, а в самом здании размещались торговые лавки. Такой пассаж отмечал собой торговый центр в Самарканде, в Шахрисабзе; в Бухаре пассажей было пять, что свидетельствует о размахе бухарской торговли и благоустройстве рынков этого города. Для обозначения таких зданий в Бухаре употреблялся термин «ток», в Самарканде и Шахрисабзе — «чорсу» (перекрёсток).
Название чорсу в Бухаре носил главный торговый центр города — Токи Саррофон; перекрёсток к которому сходились важнейшие улицы, идущие одно с востока, от Каршинских ворот, другая — с запада, от Каракульских.
В составе бухарских базаров входили также особые торговые сооружения — тимы. Среди них главное место занимал Тим Абдулла-хана

## История
В период правления династии Шейбанидов в Бухаре начали строиться здания, связанные с торговой жизнью города. Особый интерес вызывают торговые сооружения XVI века.
Торговые купола располагались на пересечениях оживлённых улиц по основной торговой магистрали бухарского шахристана, проходившей от площади Ляби-хауз до площади Регистан. В городе сохранились четыре наиболее крупных торговых сооружения.
Три сохранившихся главных пассажа — Токи Саррофон, Токи Тельпакфурушон, Токи Заргарон — соединены между собой улицей. Они представляли собой торговые центры. Здесь сплошной линией размещались торговые ряды и караван-сараи, не оставляя места для жилых домов. Кроме этих трёх уцелевших до наших дней в Бухаре было ещё два пассажа, тоже купольных: Токи Тиргарон и Токи Аллофи. Через эти два пассажа дорога проходила только в одном направлении — перекрёстка здесь не было.

## Обзор не сохранившихся торговых сооружений

### Токи Тиргарон
Токи Тиргарон помешался неподалёку от Регистана, у южной стены бухарского кремля — Арка. Он был схожим по конструкции с Токи Заргарон и являлся самым большим из бухарских торговых куполов.

### Токи Аллофи
Токи Аллофи помешался на северо-западной оконечности Регистана. Он также назывался Анорфурушоном и Ордфурушоном, и был схожим по конструкции с Токи Саррофон.